# Empis micropyga
Empis micropyga är en tvåvingeart som beskrevs av Mario Bezzi 1905. Empis micropyga ingår i släktet Empis och familjen dansflugor. Inga underarter finns listade i Catalogue of Life.